# Wincenty Korwin Gosiewski
Pour les articles homonymes, voir Korwin.
Wincenty Korwin Gosiewski, né vers 1620 - mort le 29 novembre 1662, fils de Aleksander Korwin Gosiewski (en), hetman de Lituanie.

## Crédits
- (pl) Cet article est partiellement ou en totalité issu de l’article de Wikipédia en polonais intitulé « Wincenty Korwin Gosiewski » (voir la liste des auteurs).